# Palpimanus crudeni
Palpimanus crudeni is een spinnensoort uit de familie Palpimanidae. De soort komt voor in Mozambique.